# Priscilla Lopez
Priscilla Lopez (New York, 26 febbraio 1948) è un'attrice, ballerina e cantante statunitense, vincitrice di un Tony Award.

## Biografia
Priscilla Lopez debutta nel mondo del cinema nel 1967 con un piccolo ruolo non accreditato in West Side Story, ma ottiene il successo a Broadway partecipando al musical A Chorus Line nel 1975. Nel 1990 ha vinto il Tony Award alla miglior attrice non protagonista in un musical per A Day in Hollywood / A Night in the Ukraine.
In seguito la Lopez alternerà la propria carriera di attrice teatrale, ad alcune apparizioni in televisione come nei celebri serial Law & Order o Avvocati a Los Angeles ed al cinema in pellicole come Un amore a 5 stelle.
Dal 2008 la Lopez è impegnata nel musical In The Heights.

## Vita privata
La Lopez è sposata con Vincent Fanuele dal quale ha avuto due figli, Alex e Gabriella. È la zia del drammaturgo Matthew Lopez.

## Filmografia

### Cinema
- Un amore a 5 stelle (Maid in Manhattan), regia di Wayne Wang (2002)
- Theater Camp, regia di Molly Gordon e Nick Lieberman (2023)

### Televisione
- L.A. Law - Avvocati a Los Angeles (L.A. Law) - serie TV, 3 episodi (1987-1989)
- Law & Order - Unità vittime speciali (Law & Order - Special Victims Unit) - serie TV, episodio 14x07 (2013)

## Premi e riconoscimenti
- Tony Award
  - 1976 - Candidatura alla migliore attrice in un musical - A Chorus Line
  - 1980 - Migliore attrice in un musical per A Day in Hollywood / A Night in the Ukraine
- Obie Award
  - 1976 - Miglior attrice in un musical per A Chorus Line
- Theatre World Award
  - 1976 - Miglior cast per A Chorus Line